# Liga Națională de handbal feminin 2013-2014, echipele
Acest articol prezintă componența echipelor care au participat în Liga Națională de handbal feminin 2013-2014. Numărul de meciuri jucate și de goluri marcate se referă doar la sezonul 2013-2014.

### HCM Baia Mare
Antrenor principal:  Costică Buceschi
Antrenor secund:  Magda Kengyel
| Nr. | Post            | Nume                      | Data nașterii (vârsta) | Înălțime | Selecții | Goluri | Echipă        |
| --- | --------------- | ------------------------- | ---------------------- | -------- | -------- | ------ | ------------- |
| 1   | Portar          | Mihaela Băbeanu           | 1 martie 1986          | 1,78 m   |          | 0      | HCM Baia Mare |
| 2   | Extremă dreapta | Aneta Pîrvuț              | 22 iunie 1989          | 1,68 m   |          | 42     | HCM Baia Mare |
| 3   | Extremă stânga  | Andrada Maior Pașca       | 21 februarie 1993      | 1,68 m   |          | 29     | HCM Baia Mare |
| 4   | Centru          | Laura Oltean              | 20 iulie 1989          | 1,76 m   |          | 39     | HCM Baia Mare |
| 5   | Inter dreapta   | Melinda Geiger            | 28 martie 1987         | 1,74 m   |          | 102    | HCM Baia Mare |
| 6   | Extremă stânga  | Ana Maria Tănăsie         | 6 aprilie 1995         | 1,70 m   |          | 12     | HCM Baia Mare |
| 7   | Centru          | Eliza Buceschi            | 1 august 1993          | 1,77 m   |          | 103    | HCM Baia Mare |
| 8   | Centru          | Oana Bondar               | 26 martie 1983         | 1,78 m   |          | 28     | HCM Baia Mare |
| 9   | Inter stânga    | Gabriella Szűcs           | 31 august 1984         | 1,83 m   |          | 27     | HCM Baia Mare |
| 11  | Extremă stânga  | Jenica Rudics (căpitan)   | 26 martie 1979         | 1,70 m   |          | 52     | HCM Baia Mare |
| 12  | Portar          | Claudia Cetățeanu         | 24 iunie 1976          | 1,78 m   |          | 0      | HCM Baia Mare |
| 13  | Inter dreapta   | Diana Puiu                | 24 august 1991         | 1,78 m   |          | 13     | HCM Baia Mare |
| 15  | Extremă stânga  | Valentina Ardean-Elisei1) | 5 iunie 1982           | 1,71 m   |          | 55     | HCM Baia Mare |
| 22  | Centru          | Luciana Marin             | 13 octombrie 1988      | 1,76 m   |          | 82     | HCM Baia Mare |
| 23  | Pivot           | Timea Tătar               | 28 iulie 1989          | 1,71 m   |          | 73     | HCM Baia Mare |
| 25  | Pivot           | Cynthia Tomescu           | 30 iulie 1991          | 1,80 m   |          | 11     | HCM Baia Mare |
| 29  | Pivot           | Georgeta Diniș-Vârtic     | 2 iulie 1981           | 1,76 m   |          | 20     | HCM Baia Mare |
| 30  | Portar          | Paula Ungureanu           | 30 martie 1980         | 1,80 m   |          | 1      | HCM Baia Mare |
| 77  | Extremă dreapta | Adriana Nechita           | 14 noiembrie 1983      | 1,72 m   |          | 95     | HCM Baia Mare |
| 85  | Inter stânga    | Renata Ghionea            | 12 ianuarie 1985       | 1,77 m   |          | 30     | HCM Baia Mare |

1) Transferată în ianuarie 2014 de la CSM Cetate Deva;

### Corona Brașov
Antrenor principal:  Aurelian Roșca (25 iunie - 3 noiembrie 2013)
Antrenor principal:  Bogdan Burcea (din 4 noiembrie 2013)
Antrenor secund:  Vasile Curițeanu
| Nr. | Post                  | Nume                       | Data nașterii (vârsta) | Înălțime | Selecții | Goluri | Echipă                 |
| --- | --------------------- | -------------------------- | ---------------------- | -------- | -------- | ------ | ---------------------- |
| 1   | Portar                | Ana Maria Mârcă            | 3 februarie 1984       | 1,77 m   | 22       | 1      | ASC Corona 2010 Brașov |
| 8   | Extremă dreapta       | Laura Chiper               | 21 august 1989         | 1,73 m   | 28       | 98     | ASC Corona 2010 Brașov |
| 9   | Centru                | Aurelia Brădeanu (căpitan) | 5 mai 1979             | 1,80 m   | 28       | 162    | ASC Corona 2010 Brașov |
| 10  | Inter stânga          | Adriana Țăcălie            | 29 ianuarie 1989       | 1,78 m   | 28       | 37     | ASC Corona 2010 Brașov |
| 11  | Extremă stânga        | Oana Cîrstea               | 5 februarie 1989       | 1,72 m   | 19       | 16     | ASC Corona 2010 Brașov |
| 12  | Portar                | Cristina Sântămărean1)     | 19 martie 1989         | 1,73 m   | 6        | 0      | ASC Corona 2010 Brașov |
| 13  | Extremă dreapta       | Anca Stoica2)              | 21 iunie 1994          | 1,63 m   | 4        | 1      | ASC Corona 2010 Brașov |
| 14  | Extremă dreapta       | Marilena Burghel           | 27 octombrie 1989      | 1,70 m   | 20       | 21     | ASC Corona 2010 Brașov |
| 16  | Portar                | Denisa Dedu                | 27 septembrie 1994     | 1,81 m   | 28       | 0      | ASC Corona 2010 Brașov |
| 18  | Extremă stânga        | Camelia Hotea              | 28 octombrie 1984      | 1,75 m   | 28       | 98     | ASC Corona 2010 Brașov |
| 19  | Inter dreapta         | Mihaela Briscan            | 20 februarie 1985      | 1,78 m   | 28       | 29     | ASC Corona 2010 Brașov |
| 20  | Inter stânga          | Diana Druțu3)              | 1 mai 1987             | 1,88 m   | 12       | 35     | ASC Corona 2010 Brașov |
| 23  | Pivot                 | Oana Apetrei               | 13 noiembrie 1985      | 1,75 m   | 27       | 62     | ASC Corona 2010 Brașov |
| 24  | Pivot                 | Daniela Rațiu              | 14 septembrie 1988     | 1,73 m   | 25       | 22     | ASC Corona 2010 Brașov |
| 26  | Inter dreapta         | Nicoleta Tudor             | 26 noiembrie 1988      | 1,83 m   | 27       | 39     | ASC Corona 2010 Brașov |
| 33  | Pivot                 | Manuela Manda              | 22 iulie 1980          | 1,89 m   | 27       | 38     | ASC Corona 2010 Brașov |
| 77  | Centru / Inter stânga | Andreea Pricopi            | 20 februarie 1994      | 1,75 m   | 27       | 47     | ASC Corona 2010 Brașov |
| 89  | Inter stânga          | Cristina Zamfir            | 29 septembrie 1989     | 1,84 m   | 27       | 111    | ASC Corona 2010 Brașov |

1) Transferată în ianuarie 2014 la HCM Râmnicu Vâlcea;
2) Împrumutată în ianuarie 2014 la HCM Râmnicu Vâlcea;
3) Transferată în ianuarie 2014 la HCM Roman;

### HC Dunărea Brăila
Antrenor principal:  Cristian Preda (până pe 24 noiembrie 2013)
Antrenor principal:  Viorel Alexandru (din 25 noiembrie 2013 și până pe 20 ianuarie 2014)
Antrenor principal:  Alexandrina Soare (după 21 ianuarie 2014)
Antrenor secund:  Viorel Alexandru (până pe 24 noiembrie 2013, respectiv după 21 ianuarie 2014)
| Nr. | Post            | Nume                   | Data nașterii (vârsta) | Înălțime | Selecții | Goluri | Echipă            |
| --- | --------------- | ---------------------- | ---------------------- | -------- | -------- | ------ | ----------------- |
| 1   | Portar          | Lăcrămioara Stan       | 24 aprilie 1995        | 1,78 m   |          | 0      | HC Dunărea Brăila |
| 2   | Centru          | Andreea Adespii        | 9 mai 1990             | 1,78 m   |          | 24     | HC Dunărea Brăila |
| 3   | Pivot           | Nicoleta Safta         | 17 noiembrie 1994      | 1,76 m   |          | 15     | HC Dunărea Brăila |
| 5   | Pivot           | Raluca Irimia          | 4 februarie 1990       | 1,81 m   |          | 32     | HC Dunărea Brăila |
| 6   | Extremă dreapta | Andreea Bărbos         | 30 noiembrie 1992      | 1,70 m   |          | 1      | HC Dunărea Brăila |
| 7   | Inter dreapta   | Ana Maria Dragut       | 24 februarie 1990      |          |          | 8      | HC Dunărea Brăila |
| 8   | Inter stânga    | Alina Horjea           | 11 ianuarie 1981       | 1,76 m   |          | 133    | HC Dunărea Brăila |
| 9   | Extremă stânga  | Diana Axinte           | 16 ianuarie 1996       | 1,67 m   |          | 0      | HC Dunărea Brăila |
| 10  | Extremă dreapta | Adina Brot             | 9 octombrie 1983       | 1,76 m   |          | 24     | HC Dunărea Brăila |
| 12  | Portar          | Gabriela Dobre         | 2 februarie 1982       | 1,71 m   |          | 0      | HC Dunărea Brăila |
| 13  | Centru          | Nicoleta Eșanu         | 28 februarie 1990      | 1,68 m   |          | 5      | HC Dunărea Brăila |
| 14  | Inter dreapta   | Ada Moldovan (căpitan) | 15 noiembrie 1983      | 1,75 m   |          | 152    | HC Dunărea Brăila |
| 16  | Portar          | Gabriela Voicu         | 28 aprilie 1990        | 1,78 m   |          | 0      | HC Dunărea Brăila |
| 17  | Extremă dreapta | Ramona Farcău          | 14 iulie 1979          | 1,70 m   |          | 100    | HC Dunărea Brăila |
| 20  | Extremă stânga  | Alina Czeczi           | 15 octombrie 1989      | 1,66 m   |          | 39     | HC Dunărea Brăila |
|     | Extremă dreapta | Carmen Gheorghe1)      | 22 februarie 1985      | 1,68 m   |          | 4      | HC Dunărea Brăila |
| 94  | Inter stânga    | Gabriela Perianu       | 20 iunie 1994          | 1,87 m   |          | 122    | HC Dunărea Brăila |

1) Transferată în aprilie 2014 de la HC Danubius Galați;

### CSM București
Antrenor principal:  Vasile Mărgulescu (până pe 4 februarie 2014)
Antrenor principal:  Lucian Ghiulai (între 4 și 18 februarie 2014)
Antrenor principal:  Mette Klit (din 19 februarie 2014)
Antrenor secund:  Florica Iliescu
| Nr. | Post            | Nume                    | Data nașterii (vârsta) | Înălțime | Selecții | Goluri | Echipă        |
| --- | --------------- | ----------------------- | ---------------------- | -------- | -------- | ------ | ------------- |
|     | Extremă dreapta | Nicoleta Alexandrescu1) | 19 decembrie 1978      | 1,78 m   | 1        | 0      | CSM București |
| 4   | Pivot           | Cristina Nan            | 19 mai 1990            | 1,78 m   | 17       | 9      | CSM București |
| 5   | Pivot           | Irina Șuțka             | 5 martie 1983          | 1,80 m   | 28       | 32     | CSM București |
| 7   | Extremă stânga  | Cristina Niculae        | 18 ianuarie 1981       | 1,67 m   | 28       | 63     | CSM București |
| 8   | Inter dreapta   | Andreea Cruceanu        | 31 mai 1987            | 1,76 m   | 0        | 0      | CSM București |
| 9   | Inter dreapta   | Patricia Vizitiu2)      | 15 octombrie 1988      | 1,77 m   | 14       | 43     | CSM București |
| 10  | Centru          | Alina Dobrin (căpitan)  | 1 august 1976          | 1,72 m   | 27       | 57     | CSM București |
| 11  | Extremă dreapta | Mihaela Doica           | 5 februarie 1981       | 1,70 m   | 21       | 7      | CSM București |
| 12  | Portar          | Alina Iordache          | 22 martie 1982         | 1,77 m   | 27       | 1      | CSM București |
| 13  | Extremă dreapta | Cristina Vărzaru        | 5 decembrie 1979       | 1,67 m   | 28       | 129    | CSM București |
| 15  | Pivot           | Gabriela Chițulescu     | 19 aprilie 1981        | 1,76 m   | 8        | 6      | CSM București |
| 16  | Portar          | Andreea Arghir          | 20 octombrie 1992      | 1,78 m   | 7        | 0      | CSM București |
| 17  | Inter stânga    | Marinela Gherman3)      | 28 martie 1985         | 1,80 m   | 20       | 22     | CSM București |
| 20  | Inter stânga    | Nicoleta Binescu        | 9 decembrie 1987       | 1,77 m   | 26       | 25     | CSM București |
| 21  | Portar          | Talida Tolnai4)         | 21 august 1979         | 1,87 m   | 7        | 0      | CSM București |
| 22  | Pivot           | Oana Manea5)            | 18 aprilie 1985        | 1,76 m   | 7        | 32     | CSM București |
| 27  | Extremă stânga  | Georgiana Predoi        | 10 august 1993         | 1,78 m   | 16       | 10     | CSM București |
|     | Extremă dreapta | Elena Avădanii          | 8 decembrie 1980       | 1,75 m   | 1        | 0      | CSM București |
|     | Inter stânga    | Adriana Holhoș-Stoian   | 14 iulie 1987          | 1,78 m   | 8        | 22     | CSM București |
| 44  | Centru          | Irina Glibko            | 18 februarie 1990      | 1,70 m   | 27       | 180    | CSM București |
|     | Centru          | Ramona Geană            | 31 iulie 1982          |          | 3        | 0      | CSM București |
|     | Inter stânga    | Mihaela Popa            | 4 iunie 1988           | 1,80 m   | 0        | 0      | CSM București |
| 75  | Inter dreapta   | Iulia Zaremba           | 12 ianuarie 1988       | 1,76 m   | 28       | 56     | CSM București |
| 77  | Centru          | Elena Pavăl             | 1 martie 1984          | 1,70 m   | 27       | 11     | CSM București |
| 88  | Extremă stânga  | Camelia Carabulea       | 11 noiembrie 1994      | 1,66 m   | 27       | 27     | CSM București |
|     | Portar          | Georgeta Gureșoaie6)    | 31 mai 1974            | 1,78 m   | 0        | 0      | CSM București |
|     | Extremă dreapta | Mădălina Predoi         |                        |          | 0        | 0      | CSM București |
| 94  | Portar          | Elena Șerban            | 15 octombrie 1994      | 1,78 m   | 22       | 0      | CSM București |

1) Retrasă din activitate și devenită antrenor;
2) Transferată în ianuarie 2014 de la RK Krim;
3) Transferată în decembrie 2013 de la Valur Rejkjavik;
4) Transferată în februarie 2014 de la RK Krim;
5) Transferată în februarie 2014 de la RK Krim;
6) Retrasă din activitate și devenită antrenor;

### Universitatea Jolidon Cluj
Antrenor principal:  Horațiu Pașca
Antrenor secund:  Ion Ani Senocico
| Nr. | Post            | Nume                           | Data nașterii (vârsta) | Înălțime | Selecții | Goluri | Echipă                     |
| --- | --------------- | ------------------------------ | ---------------------- | -------- | -------- | ------ | -------------------------- |
| 1   | Portar          | Cristina Enache                | 1 mai 1994             | 1,85 m   |          | 0      | Universitatea Jolidon Cluj |
| 2   | Extremă dreapta | Ștefania Florea                | 1 februarie 1992       | 1,71 m   |          | 64     | Universitatea Jolidon Cluj |
| 3   | Extremă dreapta | Magdalena Paraschiv            | 11 august 1982         | 1,67 m   |          | 18     | Universitatea Jolidon Cluj |
| 6   | Extremă stânga  | Abigail Vălean                 | 14 februarie 1994      | 1,71 m   |          | 3      | Universitatea Jolidon Cluj |
| 7   | Extremă stânga  | Raluca Mihai                   | 18 octombrie 1986      | 1,74 m   |          | 35     | Universitatea Jolidon Cluj |
| 8   | Centru          | Alexandra Lup                  | 1 iunie 1994           | 1,83 m   |          | 0      | Universitatea Jolidon Cluj |
| 9   | Pivot           | Irina Ivan                     | 6 martie 1992          | 1,85 m   |          | 20     | Universitatea Jolidon Cluj |
| 10  | Pivot           | Florina Chintoan               | 6 decembrie 1985       | 1,78 m   |          | 149    | Universitatea Jolidon Cluj |
| 11  | Inter stânga    | Mihaela Tivadar1)              | 14 iunie 1982          | 1,78 m   |          | 22     | Universitatea Jolidon Cluj |
| 13  | Inter dreapta   | Cristina Laslo                 | 10 aprilie 1996        | 1,76 m   |          | 29     | Universitatea Jolidon Cluj |
| 15  | Centru          | Lucreția Tetean                | 25 februarie 1989      | 1,76 m   |          | 49     | Universitatea Jolidon Cluj |
| 16  | Portar          | Ana Măzăreanu                  | 4 februarie 1993       | 1,80 m   |          | 0      | Universitatea Jolidon Cluj |
| 25  | Centru          | Mihaela Ani-Senocico (căpitan) | 14 decembrie 1981      | 1,74 m   |          | 202    | Universitatea Jolidon Cluj |
| 28  | Pivot           | Roxana Cîrjan                  | 28 septembrie 1994     | 1,75 m   |          | 10     | Universitatea Jolidon Cluj |
| 29  | Inter dreapta   | Laura Popa                     | 29 iunie 1994          | 1,81 m   |          | 49     | Universitatea Jolidon Cluj |
| 30  | Extremă dreapta | Cristina Boian                 | 28 aprilie 1994        | 1,64 m   |          | 3      | Universitatea Jolidon Cluj |
| 33  | Inter stânga    | Simona Vintilă                 | 5 ianuarie 1981        | 1,77 m   |          | 130    | Universitatea Jolidon Cluj |

1) Transferată în ianuarie 2014 la SCM Craiova;

### SCM Craiova
Antrenor principal:  Carmen Amariei (din 30 mai 2013 și până pe 28 martie 2014)
Antrenor principal:  Aurelian Roșca (din 8 aprilie 2014)
Antrenor secund:  Gabriel Bârcină (din 1 iulie 2013 și până în ianuarie 2014)
Antrenor secund:  Gheorghe Sbora (din 8 aprilie 2014)
| Nr. | Post            | Nume                 | Data nașterii (vârsta) | Înălțime | Selecții | Goluri | Echipă      |
| --- | --------------- | -------------------- | ---------------------- | -------- | -------- | ------ | ----------- |
| 1   | Portar          | Mirela Pașca         | 26 septembrie 1985     | 1,78 m   | 24       | 0      | SCM Craiova |
| 2   | Extremă dreapta | Andreea Ianași       | 2 decembrie 1992       | 1,70 m   | 27       | 50     | SCM Craiova |
| 4   | Extremă stânga  | Nicoleta Dincă       | 2 august 1988          | 1,70 m   | 26       | 83     | SCM Craiova |
| 5   | Inter stânga    | Anca Amariei         | 1 martie 1985          | 1,78 m   | 25       | 55     | SCM Craiova |
| 6   | Extremă stânga  | Carmen Șelaru        | 24 septembrie 1991     | 1,70 m   | 22       | 36     | SCM Craiova |
| 8   | Inter dreapta   | Andreea Pătuleanu    | 9 iulie 1992           | 1,76 m   | 18       | 2      | SCM Craiova |
| 10  | Centru          | Roxana Han (căpitan) | 28 mai 1980            | 1,71 m   | 25       | 77     | SCM Craiova |
| 11  | Centru          | Ana Maria Apipie     | 23 februarie 1992      | 1,68 m   | 19       | 30     | SCM Craiova |
| 12  | Portar          | Ionica Munteanu      | 7 ianuarie 1979        | 1,74 m   | 27       | 0      | SCM Craiova |
| 17  | Inter stânga    | Alexandra Gogoriță1) | 17 aprilie 1991        | 1,73 m   | 13       | 40     | SCM Craiova |
| 17  | Extremă dreapta | Ana Maria Lazăr2)    |                        |          | 0        | 0      | SCM Craiova |
| 18  | Inter dreapta   | Mihaela Tivadar3)    | 14 iunie 1982          | 1,78 m   | 14       | 38     | SCM Craiova |
| 22  | Extremă stânga  | Cristina Florica     | 11 mai 1992            | 1,62 m   | 25       | 25     | SCM Craiova |
| 25  | Inter dreapta   | Iulia Snopova        | 30 noiembrie 1985      | 1,83 m   | 25       | 88     | SCM Craiova |
| 26  | Extremă dreapta | Cătălina Cioaric     | 11 februarie 1982      | 1,76 m   | 27       | 66     | SCM Craiova |
| 27  | Pivot           | Ionela Goran4)       | 18 august 1977         |          | 17       | 35     | SCM Craiova |
|     | Pivot           | Alexandra Hașegan    | 2 februarie 1987       | 1,76 m   | 9        | 14     | SCM Craiova |
|     | Pivot           | Maria Chelan         | 29 martie 1995         |          | 0        | 0      | SCM Craiova |
| 31  | Inter stânga    | Roxana Joldeș5)      | 31 ianuarie 1989       | 1,82 m   | 15       | 8      | SCM Craiova |

1) Până în ianuarie 2014, când și-a reziliat contractul;
2) Transferată în ianuarie 2014 de la CSU Neptun Constanța;
3) Transferată în ianuarie 2014 de la Universitatea Jolidon Cluj;
4) Retrasă din activitate în februarie 2014
4) Transferată în decembrie 2013 de la HCM Roman;

### HCM Roman
Antrenor principal:  Florentin Pera
Antrenor secund:  Viorel Lazăr
| Nr. | Post            | Nume                     | Data nașterii (vârsta) | Înălțime | Selecții | Goluri | Echipă    |
| --- | --------------- | ------------------------ | ---------------------- | -------- | -------- | ------ | --------- |
| 2   | Extremă stânga  | Radostina Genkova        | 12 octombrie 1984      | 1,72 m   |          | 34     | HCM Roman |
| 3   | Inter stânga    | Mihaela Ciurdea          | 7 septembrie 1994      |          |          | 0      | HCM Roman |
| 4   | Extremă dreapta | Ana Maria Horobeț        | 4 octombrie 1985       |          |          | 61     | HCM Roman |
| 5   | Inter dreapta   | Monica Amoagdei          | 3 mai 1989             |          |          | 3      | HCM Roman |
| 6   | Inter stânga    | Diana Druțu1)            | 1 mai 1987             | 1,89 m   |          | 39     | HCM Roman |
| 7   | Extremă stânga  | Ana Maria Iuganu         | 25 februarie 1990      |          |          | 36     | HCM Roman |
| 8   | Pivot           | Tamara Bokarić           | 14 februarie 1990      | 1,74 m   |          | 11     | HCM Roman |
| 9   | Extremă dreapta | Oana Chitacu             | 12 august 1986         |          |          | 23     | HCM Roman |
| 10  | Centru          | Paula Elena Pavăl        | 1 martie 1984          | 1,70 m   |          | 33     | HCM Roman |
| 12  | Portar          | Paula Vișan              | 26 martie 1984         |          |          | 0      | HCM Roman |
| 13  | Inter stânga    | Daniela Crap             | 27 septembrie 1984     | 1,83 m   |          | 23     | HCM Roman |
| 14  | Inter stânga    | Roxana Joldeș2)          | 31 ianuarie 1989       | 1,82 m   |          | 11     | HCM Roman |
| 16  | Portar          | Diana Ivanov             | 18 octombrie 1995      |          |          | 0      | HCM Roman |
| 17  | Centru          | Carmen Stoleru (căpitan) | 11 octombrie 1986      |          |          | 58     | HCM Roman |
| 18  | Pivot           | Raluca Agrigoroaie       | 19 iulie 1983          | 1,74 m   |          | 73     | HCM Roman |
| 21  | Inter stânga    | Radina Krumova           | 21 martie 1987         | 1,89 m   |          | 58     | HCM Roman |
| 22  | Inter stânga    | Gabriela Mihalschi       | 22 iulie 1987          | 1,84 m   |          | 24     | HCM Roman |
| 22  | Portar          | Tereza Pîslaru           | 28 aprilie 1982        | 1,86 m   |          | 0      | HCM Roman |
| 23  | Inter dreapta   | Daniela Băbeanu          | 18 noiembrie 1988      | 1,79 m   |          | 182    | HCM Roman |
| 25  | Centru          | Ștefania Bălăceanu       | 25 iulie 1995          |          |          | 2      | HCM Roman |

1) Transferată în ianuarie 2014 de la Corona Brașov;
2) Transferată în decembrie 2013 la SCM Craiova;

### HC Zalău
Antrenor principal:  Gheorghe Tadici
Antrenor secund:  Elena Tadici
| Nr. | Post            | Nume                           | Data nașterii (vârsta) | Înălțime | Selecții | Goluri | Echipă   |
| --- | --------------- | ------------------------------ | ---------------------- | -------- | -------- | ------ | -------- |
| 1   | Portar          | Ana Maria Inculeț              | 21 octombrie 1994      | 1,82 m   |          | 0      | HC Zalău |
| 3   | Inter stânga    | Loredana Pera                  | 3 august 1987          | 1,80 m   |          | 67     | HC Zalău |
| 4   | Extremă stânga  | Carmina Bădiță                 | 5 aprilie 1989         | 1,68 m   |          | 58     | HC Zalău |
| 5   | Inter stânga    | Florina Ciobanu                | 25 ianuarie 1992       | 1,78 m   |          | 13     | HC Zalău |
| 6   | Extremă stânga  | Andrada Pop                    | 6 septembrie 1993      | 1,77 m   |          | 24     | HC Zalău |
| 8   | Extremă dreapta | Florina Țurcaș                 | 4 februarie 1989       | 1,70 m   |          | 7      | HC Zalău |
| 9   | Extremă stânga  | Andrada Trif                   | 20 octombrie 1990      | 1,74 m   |          | 60     | HC Zalău |
| 10  | Centru          | Valentina Bardac               | 1 ianuarie 1988        | 1,65 m   |          | 39     | HC Zalău |
| 11  | Pivot           | Crina Pintea                   | 3 aprilie 1990         | 1,91 m   |          | 63     | HC Zalău |
| 12  | Portar          | Mihaela Mureșan                | 5 iulie 1991           | 1,90 m   |          | 0      | HC Zalău |
| 14  | Inter dreapta   | Roxana Varga                   | 1 aprilie 1992         | 1,78 m   |          | 19     | HC Zalău |
| 15  | Inter dreapta   | Eliza Cicic                    | 29 decembrie 1994      | 1,77 m   |          | 10     | HC Zalău |
| 16  | Portar          | Adina Mureșan                  | 7 martie 1992          | 1,75 m   |          | 0      | HC Zalău |
| 17  | Pivot           | Georgiana Ciuciulete (căpitan) | 23 aprilie 1987        | 1,75 m   |          | 83     | HC Zalău |
| 18  | Extremă stânga  | Diana Buruian                  | 7 august 1994          |          |          | 0      | HC Zalău |
| 19  | Inter stânga    | Valeria Motogna                | 16 decembrie 1979      | 1,87 m   |          | 30     | HC Zalău |
| 20  | Inter stânga    | Maria Constantinescu           | 18 iunie 1994          | 1,78 m   |          | 181    | HC Zalău |
| 22  | Inter stânga    | Mădălina Prodan                | 18 noiembrie 1994      |          |          | 0      | HC Zalău |
| 23  | Pivot           | Ana Maria Șomoi                | 22 septembrie 1979     | 1,73 m   |          | 6      | HC Zalău |
|     | Extremă stânga  | Roxana Rob1)                   | 29 mai 1992            | 1,73 m   |          | 4      | HC Zalău |

1) Revenită în februarie 2014, după ce se retrăsese din activitate în vara anului 2013;